# Melormenoides maestralis
Melormenoides maestralis är en insektsart som först beskrevs av Metcalf och Bruner 1948.  Melormenoides maestralis ingår i släktet Melormenoides och familjen Flatidae. Inga underarter finns listade i Catalogue of Life.